# Yvonne de La Vergne
Yvonne de La Vergne est un écrivain, historienne et biographe française.

## Biographie
Marie Anne Charlotte Armande Antonie Pellerin de La Vergne est la fille d'Albert Pellerin de La Vergne et de Marie Marguerite Querqui de La Pouzaire.

## Œuvres
- Le Bon Cardinal Richard, 1930.
- Madame Élisabeth de France, 1936. Prix d'Académie 1937.